# Otapostaza
Otapostaza ili ostojeća uška jedna je od najčešćih anomalija uške. Češće se javlja obostrano. Sama za sebe ne predstavlja funkcionalnu već estetsku smetnju. Liječenje se sastoji u kirurškoj korekciji. Odstojeće uške predstavljaju velik psihosocijalni problem, posebno u školskoj dobi. Uška u dobi od šest godina velika je kao 7/8 odrasle uške. Kirurška korekcija moguća je neposredno prije polaska u prvi razred osnovne škole. 